# Нові Кар'явди (Шаранський район)
Нові Кар'явди́ (рос. Новые Карьявды, башк. Яңы Ҡаръяуҙы) — село у складі Шаранського району Башкортостану, Росія. Входить до складу Мічурінської сільської ради.
Населення — 118 осіб (2010; 145 у 2002).
Національний склад:
- башкири — 67 %
- татари — 27 %